# Municipio de Almer
El municipio de Almer (en inglés: Almer Township) es un municipio ubicado en el condado de Tuscola en el estado estadounidense de Míchigan. En el año 2010 tenía una población de 3101 habitantes y una densidad poblacional de 34,87 personas por km².

## Geografía
El municipio de Almer se encuentra ubicado en las coordenadas 43°32′46″N 83°24′24″O / 43.54611, -83.40667. Según la Oficina del Censo de los Estados Unidos, el municipio tiene una superficie total de 88.93 km², de la cual 88.29 km² corresponden a tierra firme y (0.71%) 0.63 km² es agua.

## Demografía
Según el censo de 2010, había 3101 personas residiendo en el municipio de Almer. La densidad de población era de 34,87 hab./km². De los 3101 habitantes, el municipio de Almer estaba compuesto por el 96.32% blancos, el 0.71% eran afroamericanos, el 0.35% eran amerindios, el 0.55% eran asiáticos, el 0.06% eran isleños del Pacífico, el 0.55% eran de otras razas y el 1.45% pertenecían a dos o más razas. Del total de la población el 2.55% eran hispanos o latinos de cualquier raza.